# Fort zaporowy
Fort zaporowy – rodzaj fortu przeznaczony do ochrony lub blokady ważnego strategicznie obiektu lub miejsca takiego jak cieśnina, bród rzeczny, trasa komunikacyjna. 
Forty tego rodzaju w zamierzeniu projektowano dla możliwie długotrwałej, samodzielnej obrony okrężnej. Jego elementy, czyli szyja, czoło i barki, nie są tak wyraźnie zróżnicowane jak w fortach innych typów. Wszystkie budowle na jego terenie są mocno zabezpieczone przed ogniem artylerii wroga przez osypanie warstwą ziemi i zastosowanie wielowarstwowych stropów z rozdzielającymi je poduszkami piaskowymi. Fort zaporowy najczęściej wyposażony jest w znaczne zapasy materiałów wojennych i żywności; dzięki temu może służyć jako baza wypadowa również w celach ofensywnych.